# On Fire (låt av The Roop)
On Fire är en låt av det litauiska pop-rockbandet The Roop. Låten släpptes som den 17 januari 2020 och var planerad att representera Litauen i Eurovision Song Contest 2020. Efter att tävlingen ställdes in vann den Eurovision 2020 - das deutsche Finale, den tyska alternativa Eurovision-showen.

## Eurovision Song Contest
Låten skulle varit Litauens bidrag i Eurovision Song Contest 2020 i Rotterdam, Nederländerna, efter att The Roop hade vunnit Pabandom iš naujo! 2020, vilket är Litauens uttagning till tävlingen. Låten skulle ha tävlat som startnummer 6 i den första semifinalen som var planerad att hållas den 12 maj 2020. Låten hann dock inte tävla då Eurovision 2020 ställdes in till följd av covid-19-pandemin.
The Roop ställde återigen upp den litauiska uttagningen för Eurovision Song Contest 2021 med låten Discoteque. Bandet vann igen och fick därmed representera Litauen i 2021 års tävling.